# Riserva naturale integrale Tsingy di Namoroka
La Riserva naturale integrale Tsingy di Namoroka è un'area naturale protetta del Madagascar nord-occidentale (provincia di Mahajanga).

## Storia
Istituito nel 1927 come Parco nazionale Tsingy di Namoroka, l'area è stata nominata Riserva naturale integrale nel 1966. 

## Territorio
L'area protetta sorge 55 km a sud di Soalala ed è caratterizzata da un altopiano carsico dominato dalla presenza degli tsingy, caratteristiche formazioni rocciose calcaree di aspetto a guglia, simili agli Tsingy di Bemaraha, che sorgono 250 km più a sud. L'area comprende quattro piccoli corsi d'acqua permanenti (Ambatofolaka, Mandevy, Andriabe e Ambararata) che danno vita a numerose grotte, laghetti e cascate.

## Flora
Oltre il 50% della riserva è occupato da foresta decidua secca. L'altopiano carsico è coperto da una fitta boscaglia xerofila, dominato da Euphorbia spp. (Euphorbia perrieri), Pachypodium spp. e Adansonia spp., ed è circondato da savana. Lungo i corsi d'acqua sorgono foreste a galleria con predominanza di Pandanus spp.

## Fauna

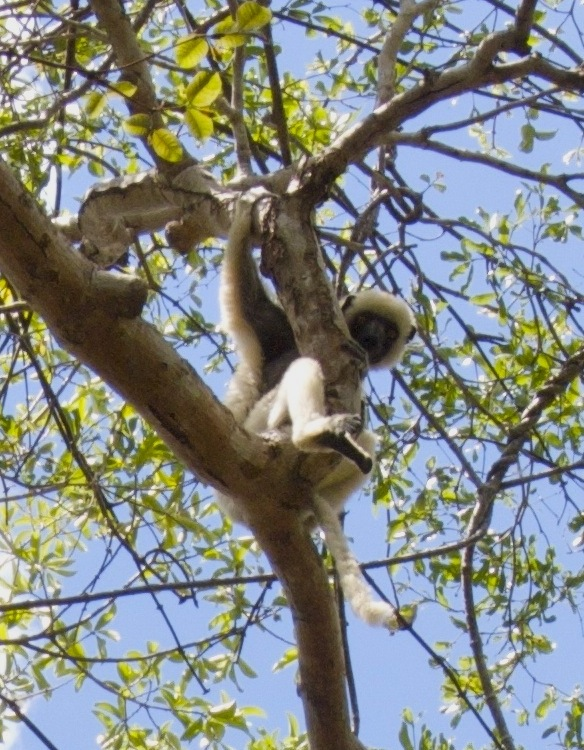
Propithecus deckenii

La riserva ospita otto specie di lemuri: il sifaka di Decken (Propithecus deckenii), il lemure dalla fronte rossa (Eulemur rufus), l'apalemure grigio (Hapalemur griseus), il valuvi forcifero (Phaner furcifer), il lepilemure di Milne-Edwards (Lepilemur edwardsi), il microcebo murino (Microcebus murinus), il chirogaleo medio (Cheirogaleus medius) e l'aye-aye (Daubentonia madagascariensis). Altri mammiferi presenti sono il fossa (Cryptoprocta ferox), il ratto degli tsingy (Eliurus antsingy) e il tenrec toporagno a coda corta (Microgale brevicaudata).
Nella riserva vivono 63 specie di uccelli, 28 delle quali sono endemiche del Madagascar. Tra queste ricordiamo l'asite di Schlegel (Philepitta schlegeli), la rara colomba azzurra del Madagascar (Alectroenas madagascariensis), l'ibis crestato (Lophotibis cristata), la sgarza del Madagascar (Ardeola idae), lo sparviero del Madagascar (Accipiter madagascariensis), il coua gigante (Coua gigas), il coua di Coquerel (Coua coquereli), il coua dalla corona rossiccia (Coua ruficeps), il vanga beccodifalce (Falculea palliata), il tessitore di Sakalava (Ploceus sakalava) e il tuffetto del Madagascar (Tachybaptus pelzelnii).
Tra i rettili meritano una segnalazione l'Acrantophis madagascariensis ed il camaleonte Brookesia bonsi, endemico della riserva, mentre tra gli anfibi si annoverano Ptychadena mascareniensis, Laliostoma labrosum, Mantidactylus biporus e Rhombophryne spp.

## Strutture ricettive
Nella città di Soalala è presente un ufficio informazioni gestito dall'ANGAP ove è possibile organizzare visite guidate alla riserva.